# Stenoloma tegularis
Stenoloma tegularis là một loài dương xỉ trong họ Lindsaeaceae. Loài này được Desv. mô tả khoa học đầu tiên..
Danh pháp khoa học của loài này chưa được làm sáng tỏ. 